# Lorenzo Alier y Sala
Lorenzo Alier y Sala (Vich, 1845 - Barcelona, 16 de enero de 1911) fue un político español. 

## Biografía
Era hijo de Lorenzo Alier y de Ramona Sala, naturales ambos de Vich. Durante la tercera guerra carlista fue secretario de la Intendencia general carlista de Cataluña. Posteriormente presidió al Círculo Tradicionalista de Barcelona y fue miembro de la Junta regional carlista. Fue fundador de muchas sociedades y periódicos. Al morir era vocal de la Junta Regional tradicionalista de Cataluña. Su hijo, Lorenzo Alier y Cassi, llegaría a ser diputado a Cortes por Cervera en 1907 y jefe de la Comunión Tradicionalista en Cataluña en 1934.

## Obras
- El Partido carlista y la Revolución española (1872)